# Sophora macnabiana
Sophora macnabiana är en ärtväxtart som först beskrevs av Robert Graham, och fick sitt nu gällande namn av Carl Skottsberg. Sophora macnabiana ingår i släktet soforor, och familjen ärtväxter. Inga underarter finns listade i Catalogue of Life.

## Bildgalleri

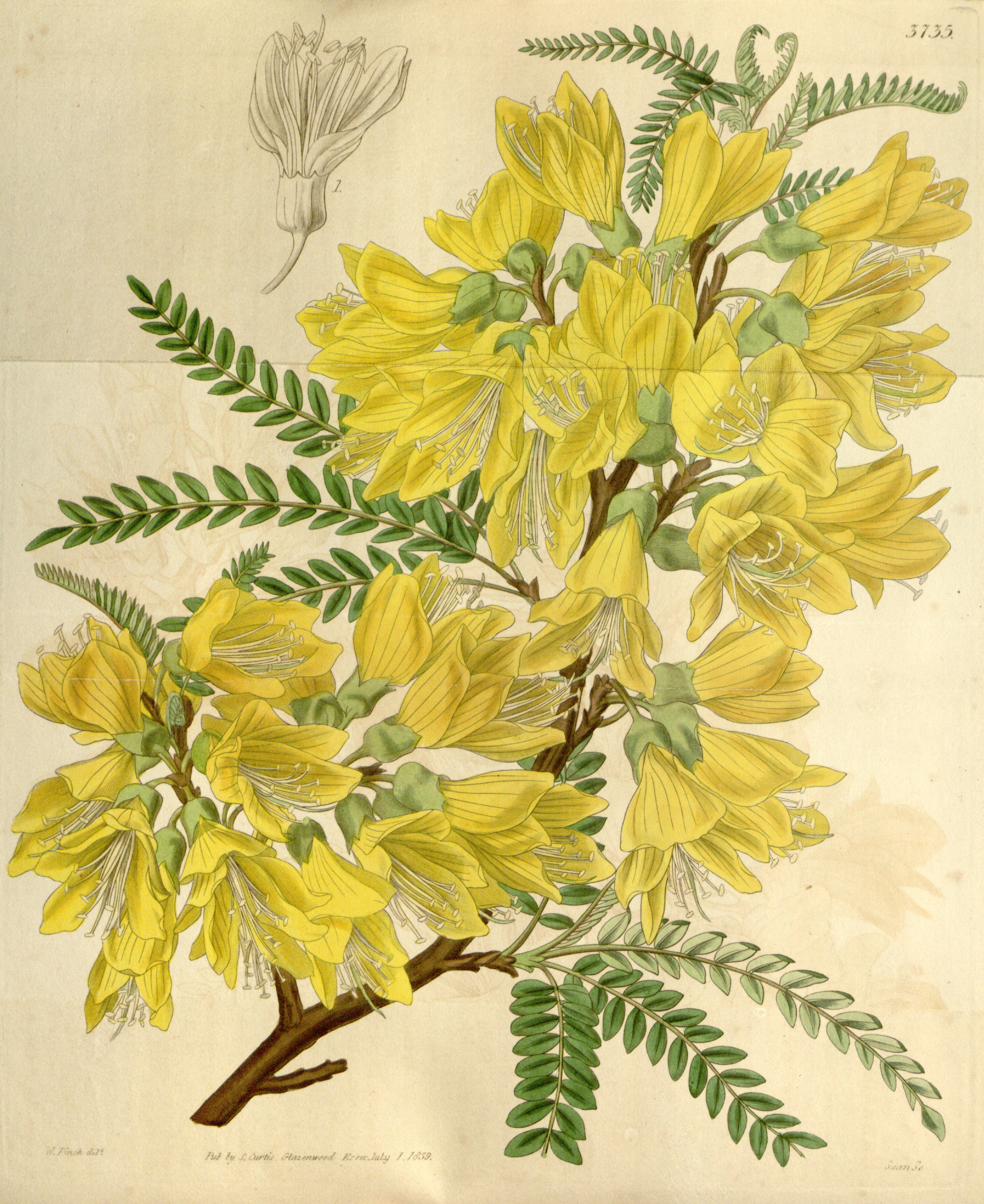